# 1999 RG215
1999 RG215, também escrito como 1999 RG215, é um objeto transnetuniano (TNO) que está localizado no cinturão de Kuiper, uma região do Sistema Solar. Este corpo celeste é classificado como um cubewano. Ele possui uma magnitude absoluta (H) de 7,3 e, tem um diâmetro estimado com cerca de 146 km, por isso existem poucas chances que o mesmo possa ser classificado como um planeta anão, devido ao seu tamanho relativamente pequeno.

## Descoberta
1999 RG215 foi descoberto no dia 07 de setembro de 1999 pelos astrônomos J. X. Luu, D. C. Jewitt e C. A. Trujillo.

## Órbita
A órbita de 1999 RG215 tem uma excentricidade de 0.073 e possui um semieixo maior de 46.421 UA. O seu periélio leva o mesmo a uma distância de 43.054 UA em relação ao Sol e seu afélio a 47.985.